# Allium commutatum
Ail des îles
Espèce
Classification APG III (2009)
Statut de conservation UICN

 LC  : Préoccupation mineure

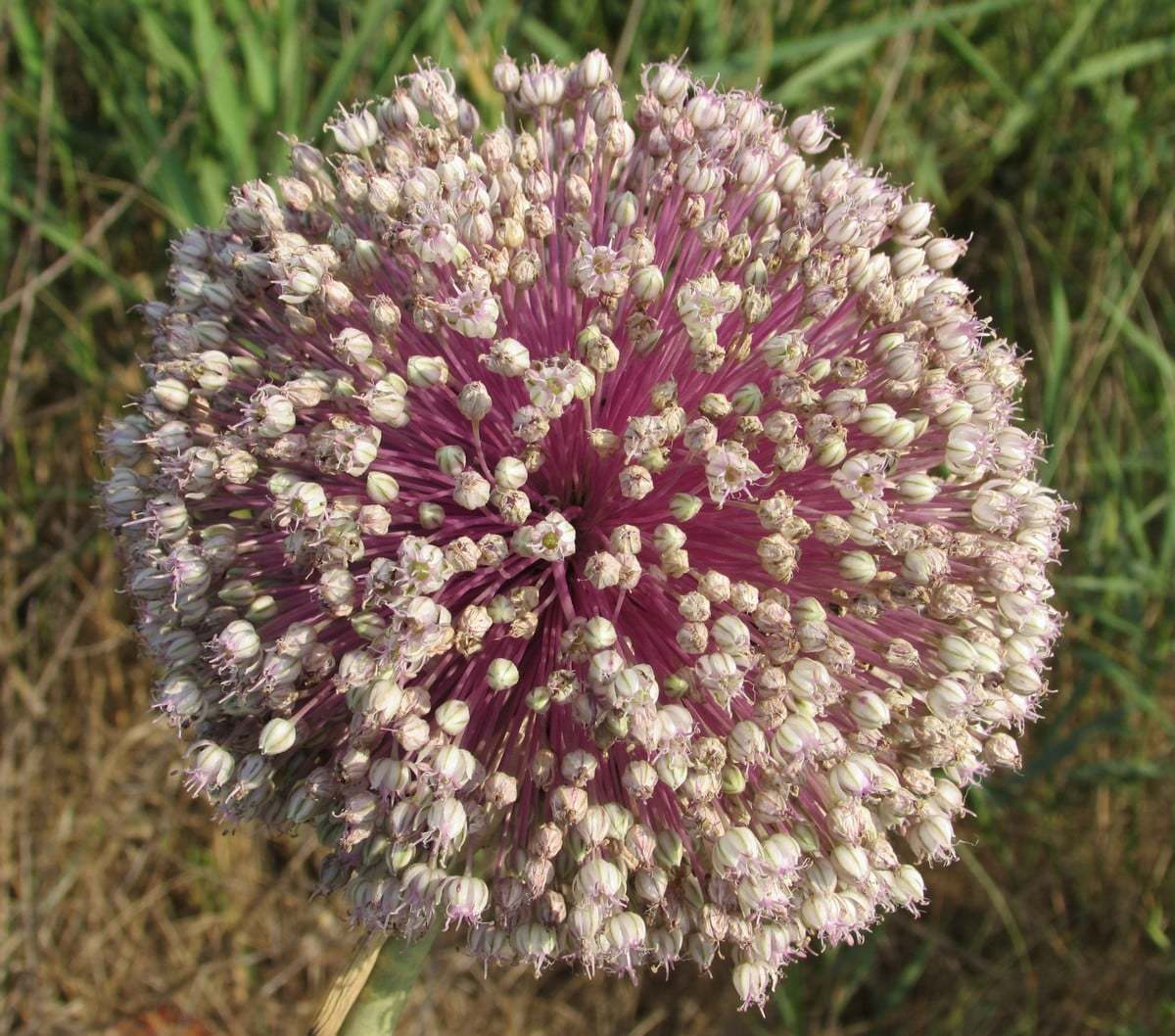
ombelle.

Allium commutatum (commutatum = changeant en Latin) ou Ail des îles est une espèce de plantes appartenant au genre botanique Allium dont font partie les aulx, les oignons et les poireaux qui appartiennent à la famille des Amaryllidacées. 
C'est une grande plante vivace, vigoureuse qui pousse généralement sur des pentes rocheuses surplombant la Méditerranée. 

## Synonymes
- Allium aestivale J.J.Rodr.
- Allium ampeloprasum var. commutatum (Guss.) Fiori
- Allium bimetrale Gand.
- Allium pruinosum Candargy
- Allium rotundum subsp. commutatum (Guss.) Nyman
- Allium wildii Heldr.

## Description
Grande plante à tige cylindrique. Feuilles linéaires. Spathe (bractée membraneuse de l'inflorescence) à une valve, non persistante. L'inflorescence est une ombelle sphérique portant les fleurs. Longs pédicelles. Fleurs en cloche de couleur variable, blanches à rosées, souvent striées de pourpre.
Cette espèce est totalement dépourvue de feuilles au moment de la floraison qui est tardive pour une plante méditerranéenne (à partir de juillet ou plus tard).

## Habitat
Sa gamme native s'étend de Corse et d'Algérie à la Turquie.
Cette espèce curieuse pousse sur les pentes rocheuses au bord de l'océan. Les bulbes sont résistants au sel et peuvent flotter, ils sont ainsi dispersés lors des tempêtes marines. On trouve également des plantes profondément enfoncées dans les galets des plages, elles y trouvent refuge en tombant des pentes situées au-dessus.

## Statut
Inscrite en préoccupation mineure mais dans le livre rouge de la flore menacée de France par l'INPN (Inventaire National du Patrimoine Nature).

## Caractéristiques
- Organes reproducteurs :
  - Type d'inflorescence : ombelle
  - Type de pollinisation : entomogame
  - Période de floraison : juin à août
- graine :
  - Type de fruit : capsule
  - Mode de dissémination : barochore
- Habitat et répartition :
  - Habitat type : friches, pentes rocheuses
  - Aire de répartition : méditerranéen